# Świnionos malutki
Świnionos malutki, ryjkonos malutki (Craseonycteris thonglongyai) – gatunek ssaka z rodziny świnionosowatych (Craseonycteridae). Najmniejszy nietoperz świata i jeden z najmniejszych ssaków.

## Systematyka

### Taksonomia
Rodzina, rodzaj i gatunek po raz pierwszy opisane zostały zgodnie z zasadami nazewnictwa binominalnego przez brytyjskiego teriologa Johna Edwardsa Hilla w 1974 roku na łamach czasopisma Bulletin of the British Museum (Natural History). Zoology. Jako miejsce typowe autor wskazał jaskinię w pobliżu Forestry Station (14°26'N, 98°51'E), w Ban Sai Yoke w prowincji Kanchanaburi w Tajlandii. Jedyny przedstawiciel rodziny świnionosowatych (Craseonycteridae)  oraz rodzaju świnionos (Craseonycteris).
Populacje C. thonglongyai w Tajlandii i Mjanmie są genetycznie i geograficznie odizolowane oraz różnią się częstotliwością wywoływania echolokacji, co sugeruje, że reprezentują różne taksony; potrzebne są dodatkowe badania taksonomiczne w celu wyjaśnienia ich relacji. Autorzy Illustrated Checklist of the Mammals of the World uznają ten gatunek za monotypowy. 

### Etymologia
- Craseonycteris: gr. κρασις krasis „mieszanka”; νυκτερις nukteris, νυκτεριδος nukteridos „nietoperz”[2].
- thonglongyai: Kitti Thonglongya (1928–1974), tajlandzki teriolog[9][10].

## Opis
Długość ciała 28–34 mm, ogon niewidoczny, długość ucha 9–12 mm, długość tylnej stopy 5,8–6,8 mm (bez pazurów 4,1–5,5 mm), długość przedramienia 22–28 mm; masa ciała 2–3,2 g. Ciało pokryte rdzawo-brunatnym futerkiem, przy czym brzuch jest jaśniejszy od grzbietu. Uszy relatywnie długie (9-10 mm), zaopatrzone w koziołki, duże nozdrza otoczone trójkątną naroślą, przypominającą nieco ryj świni. Ogona brak, jednak błona ogonowa dobrze rozwinięta.

## Występowanie
Występuje wyłącznie w Tajlandii (dorzecze Kwai, m.in. jaskinie w okolicach Ban Sai Yoke) oraz w Mjanmie, gdzie odnotowano go wśród nietoperzy wylatujących z 19 jaskiń w stanie Mon. Obie znane populacje dzieli odległość około 250 km.

## Biotop
Jego kryjówkami dziennymi są niewielkie jaskinie krasowe, utworzone w wapieniu i ukryte w tropikalnym lesie monsunowym. Gatunek ten zajmuje najgłębsze partie jaskiń, z dala od wejścia. Żeruje w lesie, w pobliżu koron drzew tekowych i kęp bambusów.

## Pokarm i żerowanie
Ryjkonos malutki wylatuje z kryjówki o zmierzchu i poluje na owady i inne stawonogi, chwytane zarówno z roślinności, jak i w powietrzu. Obserwowany czas aktywności łowieckiej tego gatunku jest bardzo krótki (około 30 minut wieczorem, 20 minut przed wschodem słońca). W skład jego pokarmu wchodzą muchówki (głównie z rodzin: Chloropidae, Agromyzidae i Anthomyiidae), drobne chrząszcze, pluskwiaki, błonkówki, prostoskrzydłe, jak również pająki. W czasie lotu w ciemności posługuje się echolokacją, wysyłając i odbierając odbite od przeszkody, niesłyszalne dla człowieka ultradźwięki. Jego sygnały echolokacyjne osiągają długość około 3 ms i składają się z trzech składowych harmonicznych o częstotliwościach 35, 70 i 105 kHz.

## Życie społeczne
Podobnie jak wiele innych nietoperzy, ryjkonosy malutkie gromadzą się w koloniach. W wielu jaskiniach grupy takie liczą 10-15 osobników, jednak przeciętna wielkość kolonii wynosi około 100 osobników (maksymalnie 500). Osobniki przebywające w kolonii wiszą zwykle w znacznych odległościach od siebie i zrywają się do lotu natychmiast, gdy tylko zostaną spłoszone.

## Rozród
W porze suchej (późny kwiecień) samica rodzi jedno młode.

## Odkrycie i geneza nazw
Pierwsze okazy zostały pozyskane przez tajlandzkiego zoologa Kitti Thonglongya, dopiero w 1973 roku. Jego nagła śmierć w 1974 uniemożliwiła mu opisanie nowego gatunku. Jednak przed śmiercią, Thonglongya przesłał kilka okazów swojemu brytyjskiemu koledze, Johnowi E. Hillowi, który dokonał formalnego opisu taksonu, jak się okazało należącego do zupełnie nowej, nieznanej wcześniej rodziny. Hill utworzył nazwę gatunkową thonglongyai od nazwiska zmarłego kolegi i na jego cześć. Z kolei angielska nazwa tego nietoperza (Kitti's Hog-nosed Bat) pochodzi od imienia tajlandzkiego zoologa oraz, przypominającego świński ryj (hog-nosed), nosa zwierzęcia. Inna angielska nazwa (Bumblebee bat) odnosi się do skrajnie małych rozmiarów ciała tego nietoperza (słowo bumblebee po angielsku oznacza trzmiela). Polska nazwa „ryjkonos malutki” została zaproponowana przez poznańskiego chiropterologa, dr Zbigniewa Urbańczyka, w 2000 roku. W 2015 roku w publikacji „Polskie nazewnictwo ssaków świata” nazwa „ryjkonos” została zarezerwowana dla rodzaju Macroscelides, ssaka z rodziny ryjkonosowatych.

## Ochrona
Z uwagi na bardzo ograniczony zasięg występowania, gatunek uważany za jeden z najbardziej zagrożonych ssaków świata. Populacja z Tajlandii liczy około 2300 osobników, zaś populacja z Birmy zaledwie 1300 osobników. Siedliska omawianego gatunku podlegają silnej degradacji na skutek wypalania lasów monsunowych, jak również ich wycinania w celu pozyskania drewna tekowego. Jako jedno z zagrożeń podaje się również propozycję budowy rurociągu z Birmy do Tajlandii. W przeszłości za poważne zagrożenie uważano również zakłócanie spokoju nietoperzom przez odwiedzających jaskinie turystów, pozyskiwanie okazów do celów naukowych oraz sprzedaż nietoperzy jako pamiątek dla zwiedzających. Większość z tych działań koncentrowała się w kilku jaskiniach, toteż obecnie uważa się, że nie stanowiły one szczególnego zagrożenia dla całej populacji. Gatunek jest objęty ochroną w parku narodowym Sai Yok, jednak poza jego granicami nie podlega ochronie prawnej.